# Jenesano

Localização de Jenesano no departamento de Boyacá.

Jenesano é um município no departamento de Boyacá, na Colômbia.